# Xabier Isasa
Xabier Isasa Larrañaga (Villarreal de Urrechua, Guipúzcoa, 24 de agosto de 2001) es un ciclista español que compite con el equipo Euskaltel-Euskadi.

## Biografía
Entre los júniors (menores de 19 años), Xabier destacó durante la temporada 2019 al ganar la Vuelta a Pamplona. Luego se unió al club local Grupo Eulen en el 2020, para su debut en la sub-23. Calificado como un corredor completo, obtuvo varios reconocimientos en las carreras del calendario amateur vasco.
En 2021 fichó por el Laboral Kutxa, filial del equipo profesional Euskaltel-Euskadi. Regular, consiguió la clasificación final del Torneo Helduz, gracias a dos victorias (Xanisteban Saria, San Román Saria) y numerosos puestos de honor. También terminó segundo y mejor corredor joven en el Vuelta a la Comunidad de Madrid, reservado para ciclistas menores de 23 años.
Satisfecho con su rendimiento, el equipo Euskaltel-Euskadi le convirtió en profesional en 2022, con un contrato de dos años. Debutó en enero durante los eventos del Challenge Mallorca.

## Palmarés
- Aún no ha conseguido victorias como profesional.

## Resultados en Grandes Vueltas
| Carrera | Carrera         | 2022 | 2023 | 2024  |
| ------- | --------------- | ---- | ---- | ----- |
|         | Giro de Italia  | —    | —    | —     |
|         | Tour de Francia | —    | —    | —     |
|         | Vuelta a España | —    | —    | 104.º |

—: no participa
Ab.: abandono

## Equipos
- Euskaltel-Euskadi (2022-)